# Пітирим (Свиридов)

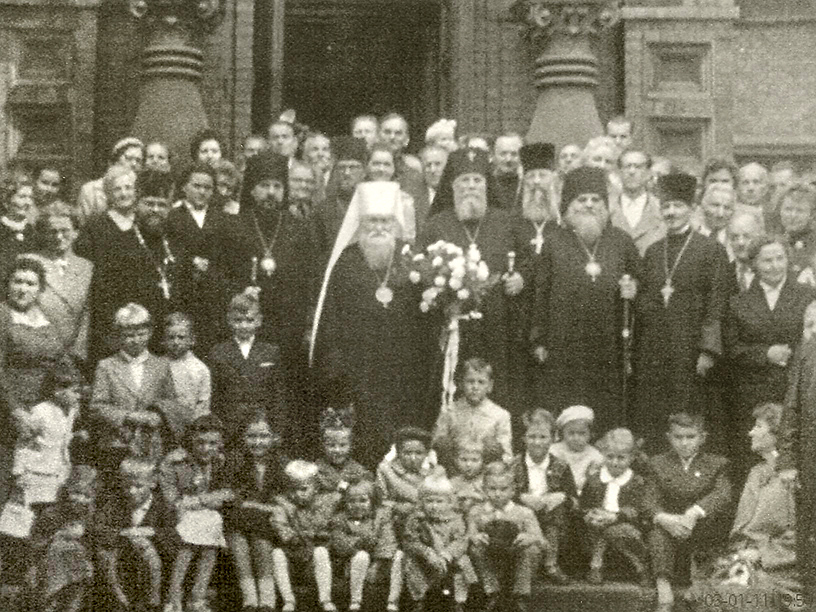
Митрополит Питирим, єпископ Бобруйський Леонтій, єпископ Львівський Палладій, Варшава 1959

Пітирим Свиридов (в миру — Петро Петрович Свиридов, рос. Петр Петрович Свиридов; * 2 січня 1888, Пахотний Уґол. — †10 серпня 1963, Москва) — православний релігійний діяч в Російській імперії та в СРСР. Митрополит Православної Церкви в СРСР; з 1943 — єпископ РПЦ Московського патріархату, член Священного Синоду РПЦ МП. Уповноважений Екзарха України РПЦ МП у Волинській області. Відіграв ключову роль в операції НКВД СССР з ліквідації УАПЦ на Волині під час Другої світової війни.

## Біографія
Походив із старовинного села Пахотний Уґол в Ерзянь Мастор, яке відоме активною участю в збройному повстанні 1920 року проти большевицького режиму. Початкову освіту здобув у церковно-вчительській школі та Саратовській духовній семінарії.
На священика Відомства православних сповідань Російської імперії висвячений 1917. Після встановлення большевицького режиму перебував у невизначених канонічних статусах, але зрештою став митрополитом Православної Церкви в СССР, приєднавшись до релігійних груп «обновленців».
У грудні 1941 першим у СССР, після тривалого періоду, висвячений на православого єпископа з ім'ям Пітирим. Хіротонія викликала критику з боку єпископів РПЦ, зокрема Андрія Комарова.
З просування сталінських військ на захід, нововисвячений єпископ Пітирим займав катедри у новоокупованих містах. Зокрема, 1943 року НКВД СССР дало згоду на призначення його єпископом Курським РПЦ МП. Тоді ж Пітирим офіційно влився у структури легалізованої Сталіним Московської патріархії.

### Діяльність в Україні
У березні 1944 НКВД СССР доручає Управлінню у справах релігій дати уповноваженого єпископа Московсько патріархії для кваліфікованої розправи з УАПЦ на Волині. На цю роль обрано недавнього «обновленця-митрополита», розстриженого до єпископа, Пітирима Свиридова. Ця персона фактично й розгромила церковне життя у краї. Після цього переведений до Біларусі.

### Кар'єра в РПЦ МП
У 1950-их роках Пітирим Свиридов зробив стрімку кар'єру в структурах Московської патріархії:
- Митрополит Ленінградський та Ладозький (1959–1960);
- Митрополит Крутицький та Коломенський (1960–1963).

У цей же час комуністична влада вдалася до нової хвилі боротьби з християнством, закриваючи храми та монастирі, відкриті німецької владою під час Другої світової війни.